# Schafik Handal

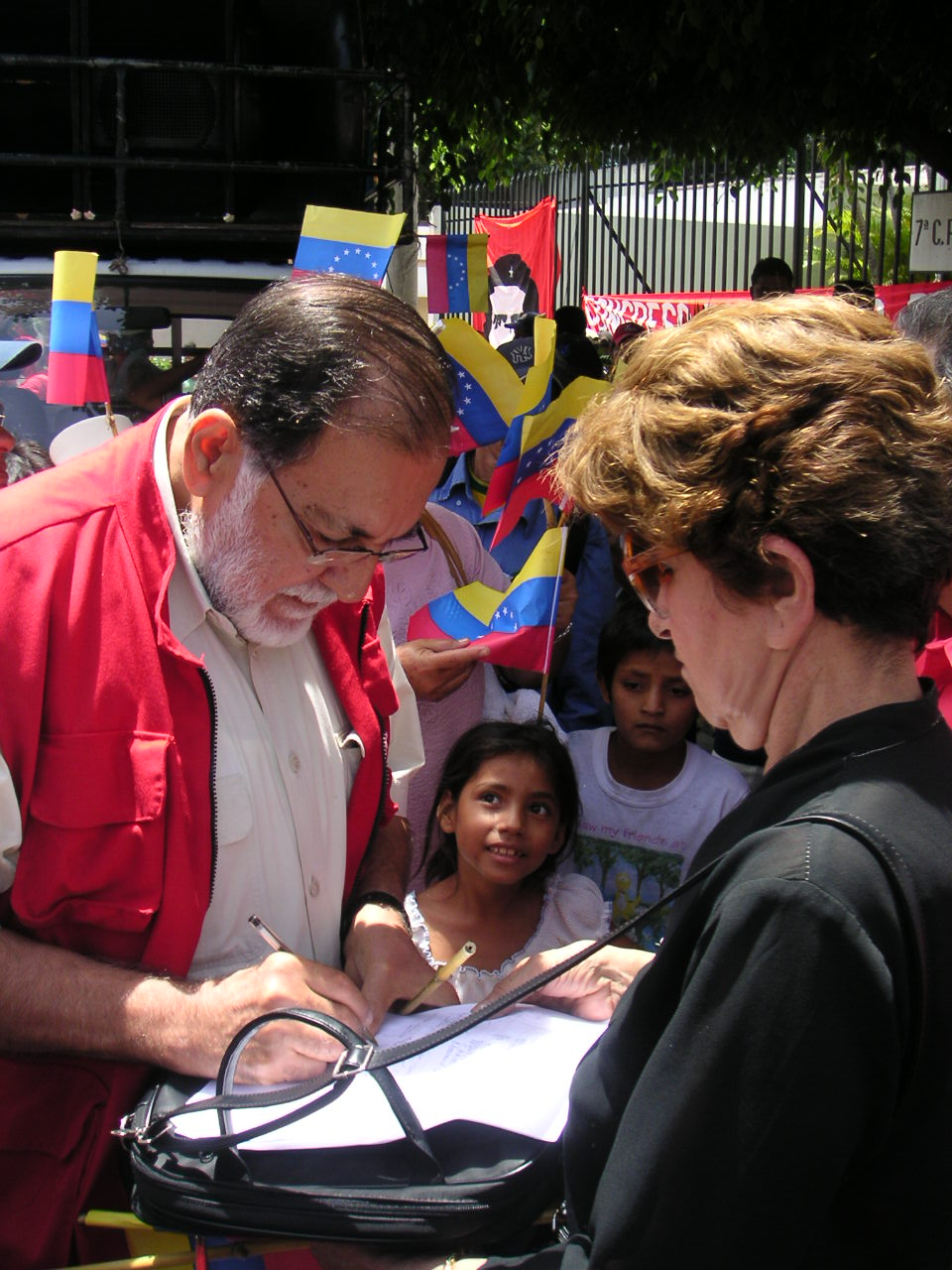
Schafik Handal

Schafik Jorge Handal (* 14. Oktober 1930 in Usulután; † 24. Januar 2006 in San Salvador, El Salvador) war ein Politiker in El Salvador. Er war Mitbegründer, Fraktionsführer und Präsidentschaftskandidat des FMLN.

## Leben
Handal wurde 1930 als Sohn von palästinensischen Einwanderern geboren.
Von 1959 bis 1994 war Handal der Generalsekretär der Partido Comunista de El Salvador, der Kommunistischen Partei El Salvadors. In den 1980er Jahren während des Bürgerkriegs war er Mitglied der Guerilla. Er war Vorsitzender einer der fünf oppositionellen Organisationen, welche die FMLN gründeten.
Nach dem Waffenstillstandsabkommen von 1992 wandelte sich die FMLN zur politisch linken Partei, in der Handal als Koordinator arbeitete. 1997 wurde er in die Nationalversammlung El Salvadors gewählt. Er war Fraktionsführer der FMLN.
Bei den Präsidentschaftswahlen 2004 war Schafik Handal der Kandidat der FMLN. Er propagierte politisch linke Ziele wie distanziertere Beziehungen zu den USA, bessere Beziehungen zu sozialistisch orientierten Staaten Lateinamerikas inklusive Kuba, aber auch Venezuela und Brasilien. Gegner warfen ihm Anti-Amerikanismus vor. Die FMLN bekundete ihren Unmut über den Umstand, dass US-amerikanische Vertreter die Beziehungen der USA für den Fall eines Wahlsieges Handals in Frage stellten. Die konkurrierende Partei ARENA streute Befürchtungen, dass die USA nach einem Sieg Handals viele in den USA lebende Salvadorianer in ihre Heimat abschieben würde. Handal unterlag dem Kandidaten der ARENA, Antonio Saca, mit 36 % der abgegebenen Stimmen deutlich. Saca konnte 58 % der Stimmen für sich gewinnen.
Schafik Handal starb am 24. Januar 2006 nach der Rückkehr aus Bolivien, wo er an der Amtseinführung von Evo Morales teilgenommen hatte, an einem Herzinfarkt.
| Personendaten    | Personendaten                              |
| ---------------- | ------------------------------------------ |
| NAME             | Handal, Schafik                            |
| ALTERNATIVNAMEN  | Handal, Schafik Jorge (vollständiger Name) |
| KURZBESCHREIBUNG | salvadorianischer Politiker                |
| GEBURTSDATUM     | 14. Oktober 1930                           |
| GEBURTSORT       | Usulután                                   |
| STERBEDATUM      | 24. Januar 2006                            |
| STERBEORT        | San Salvador, El Salvador                  |